# Milý Dave
Milý Dave (v anglickém originále Dear Dave) je pátá epizoda desáté série (a celkově šedesátá) britského sci-fi sitcomu Červený trpaslík . Poprvé byla odvysílána 1. listopadu 2012 na britském televizním kanálu Dave.

## Námět
Listerovi opět chybí lidský rod a tak si to kompenzuje tlacháním s výdejními automaty. Pak přiletí poštovní modul a z něj se poslední žijící člověk dozví, že jedna z jeho bývalých přítelkyň, Haley Summersová, byla těhotná a Lister je možná otcem.

## Děj
Po dramatických událostech předchozích dílů plyne život na Červeném trpaslíku relativně nudně, takže posádka řeší každodenní drobné starosti. Dave Lister upadne do deprese, protože mu začne opět scházet lidský kontakt. Začne tedy nezávazně tlachat s výdejními automaty, načež ho jeden obviní, že se ho snaží sbalit. Rimmer nejprve trénuje prsty na víkendový turnaj ve fotbálku a pak se snaží Listera přesvědčit, že jeho balicí techniky už na moderní ženy nestačí. Rovněž dostane dopis od Jupiterské důlní společnosti, podle níž se 3 miliony let nedostavil do služby a má být degradován na technika třetího stupně, tedy na Listerovu úroveň. Potřebuje tedy potvrzení Medicompu, že měl tak dlouhou dovolenou, jenže počítač chce velký dar. Kryton přijde s nápadem, že by šlo ušetřit na toaletním papíru a vrátit ho Medicompu, což se zase nelíbí Listerovi.
Do řídící místnosti vpadne Kocour a všem sdělí, že dorazil poštovní modul a narazil do jeho šatstva. Listerovi přijde dopis od Haley Summersové, se kterou chodil jako hudebník: jako jediná žena v jeho životě se s ním nerozešla, ale odletěla pracovat na Callisto. V dopise mu píše, že je v sedmém týdnu těhotenství, jen stoprocentně neví, jestli je otec Lister, protože v té době rovněž chodila i s jistým Royem. Začíná Listerovo hledání druhého dopisu s výsledky testu. Mezitím Medicomp zabaví toaletní papír jako úplatek a tak Rimmer vymyslí záložní plán, podle kterého měl celou dobu Listera v domácí péči, jelikož údajně trpí posttraumatickou stresovou poruchou. Teď jen potřebuje, aby Listerovi přeskočilo. Ten se nejprve pohádá s jedním z výdejních automatů, a aby se s ním udobřil, vezme ho na výlet za roh chodby. Jenže mu přístroj spadne a Dave si při jeho zvedání na něj lehne, což si procházející Rimmer vyloží tak, že Lister chce mít s automatem sex, což je evidentní známka duševní poruchy. Rimmer si událost nahraje na video jako důkaz pro Medicomp, načež dostane potvrzení a není degradován.
Kocour náhodou najde dopis, který Lister tak nutně hledá. Před jeho přečtením Lister prohlásí, že si myslí, že to dítě bylo jeho. Že má konečně pocit, že něčím přispěl, že je někdo a že Haley by byla skvělá máma. Dopis otevře a prohlásí: „Ta mizerná coura!“

## Produkce
Původním plánem posledních dvou epizod této série mělo být opětovné představení Kristiny Kochanské. Kvůli problémům s produkcí bylo tyto plány překopány a během krátké doby byly napsány dvě nové epizody. Před živým publikem byla filmována pouze menší část této epizody, protože Rimmerův příběh byl přidán později, stejně jako zápletku s výdejními automaty. Některé scény, jako třeba Rimmerovo procvičování prstů, byly přidány ještě později.